# Nižegorodskij
Il quartiere Nižegorodskij (in russo Нижегородский район?) è un quartiere di Mosca sito nel Distretto Sud-orientale.
Prende il nome dall'omonima via, che lo attraversa. Ospitava in passato gli abitati di Cholchovka e Karačarovo, nonché il villaggio dei vecchi credenti e il cimitero Rogožskij.
La maggior parte dell'area del quartiere è ancora oggi destinata alla produzione industriale.